# Drepanogynis cervina
Drepanogynis cervina là một loài bướm đêm trong họ Geometridae.